# Vonkasaari
Vonkasaari är en ö i Finland. Den ligger i vattendraget Lakanvirta och i kommunen Luumäki i den ekonomiska regionen  Villmanstrands ekonomiska region  och landskapet Södra Karelen, i den södra delen av landet, 150 km nordost om huvudstaden Helsingfors. Öns area är 0,1 hektar och dess största längd är 50 meter i sydväst-nordöstlig riktning.